# Konfekture
Konfekture er fødevarer, der er rige på sukker og kulhydrater. Konfekture kan nogle gange inddeles i to kategorier: Bagers konfekture og sukkerkonfekture.
Bagers konfekture inkluderer sødt bagværk, kager og lignende produceret af en bager eller konditor.
Sukkerkonfekture inkluderer slik, chokolade og konfekt.